# Сульовський потік
Сульовський потік (словац. Súľovský potok) — річка в Словаччині, ліва притока Сланої, протікає в окрузі Рожнява.
Довжина — 13,1 км. Витік знаходиться в масиві Воловські гори — на висоті 1020 метрів. Протікає територією села Ґемерска Полома.
Впадає в Слану на висоті 319 метрів. 